# اوکلند (فلوریدا)
اوکلند (به انگلیسی: Oakland) شهرکی در شهرستان اورنج ایالت فلوریدا است که در سال ۱۸۸۷ بنیان‌گذاری شده‌است. این شهرک طبق سرشماری سال ۲۰۱۰ میلادی، ۹۴۳ نفر جمعیت داشته و مساحت آن نیز ۴٫۲ کیلومتر مربع است.